# Sånger från Manhattan
Sånger från Manhattan (originaltitel: Begin Again) är en amerikansk musikalfilm från 2013, regisserad och skriven av John Carney, med Keira Knightley, Mark Ruffalo och Adam Levine i huvudrollerna. Filmen visades på Peace and Love Film Festival 2014.

## Rollista (i urval)
- Keira Knightley – Gretta
- Mark Ruffalo – Dan Mulligan
- Hailee Steinfeld – Violet Mulligan
- Adam Levine – Dave Kohl
- James Corden – Steve
- CeeLo Green – Trouble Gum
- Mos Def – Saul
- Catherine Keener – Miriam